# Németbánya
Németbánya là một thị trấn thuộc hạt Veszprém, Hungary. Thị trấn này có diện tích 12,19 km², dân số năm 2010 là 79 người, mật độ 6 người/km².